# 山口県道11号萩篠生線
山口県道11号萩篠生線（やまぐちけんどう11ごう はぎしのぶせん）は、山口県萩市と山口市を結ぶ県道（主要地方道）である。

## 概要
「篠生」は三谷駅周辺（山口市阿東生雲東分）の小字名であり、また旧村名(篠生村)だが、終点はそこから阿武川を渡った先の阿東地福下である。

### 路線データ
- 起点：山口県萩市土原（警察署前交差点、国道191号・国道262号交点）
- 終点：山口市阿東地福下（三谷交差点、国道9号交点）

## 歴史
- 1993年（平成5年）5月11日 - 建設省から、県道萩篠生線が萩篠生線として主要地方道に指定される[1]。

## 路線状況

### 重複区間
- 山口県道13号萩津和野線（萩市土原・警察署前交差点〔起点〕 - 萩市吉部下・鍛冶屋交差点）
- 山口県道67号萩川上線（萩市椿東）
- 山口県道10号山口福栄須佐線（萩市福井下 - 萩市福井上）
- 山口県道344号吉部下篠目線（山口市阿東生雲中）
- 山口県道310号迫田篠目停車場線（山口市阿東生雲中）

## 地理
国道191号、国道262号、警察署前交差点から分かれ、萩市の名所である松陰神社や萩藩主毛利家の菩提寺である東光寺の横を通り、萩市の山間地区である福栄地域、むつみ地域を抜けて山口市阿東地域の国道9号三谷交差点（三谷駅入口）までを結ぶ。福栄地域では山口県道10号山口福栄須佐線と重複している。
また、萩と津和野を結ぶ観光路線でもある。

### 通過する自治体
- 萩市（旧福栄村 、むつみ村 ）
- 山口市（旧阿東町）

### 交差する道路
| 交差する道路                                                         | 市町村名 | 交差する場所                     | 交差する場所          |
| -------------------------------------------------------------------- | -------- | -------------------------------- | --------------------- |
| 国道191号 国道262号 山口県道・島根県道13号萩津和野線 重複区間起点    | 萩市     | 土原（ひじわら）                 | 警察署前交差点 / 起点 |
| 山口県道67号萩川上線 重複区間起点                                    | 萩市     | 椿東（ちんとう）                 | 維新ロード交差点      |
| 山口県道67号萩川上線 重複区間終点                                    | 萩市     | 椿東                             |                       |
| 山口県道10号山口福栄須佐線 重複区間起点                              | 萩市     | 福井下                           |                       |
| 山口県道10号山口福栄須佐線 重複区間終点                              | 萩市     | 福井上                           |                       |
| 山口県道・島根県道13号萩津和野線 重複区間終点                        | 萩市     | 吉部下（きべしも）               | 鍛冶屋交差点          |
| 山口県道328号福井上蔵目喜線                                          | 山口市   | 阿東蔵目喜（ぞうめき）           |                       |
| 山口県道310号迫田篠目停車場線 重複区間起点 山口県道344号吉部下篠目線 | 山口市   | 阿東生雲中（いくもなか）         |                       |
| 山口県道310号迫田篠目停車場線 重複区間終点                           | 山口市   | 阿東生雲中                       | 生雲交差点            |
| 山口県道311号篠目徳佐下線                                            | 山口市   | 阿東生雲東分（いくもひがしぶん） |                       |
| 国道9号                                                              | 山口市   | 阿東地福下                       | 三谷交差点 / 終点     |

### 沿線
施設 
- 道の駅ハピネスふくえ
- 萩市福川公民館
- 山口警察署 阿東幹部交番